# Гонсава (гміна)
Гміна Гонсава (пол. Gmina Gąsawa) — місько-сільська гміна у північній Польщі. Належить до Жнінського повіту Куявсько-Поморського воєводства.
Станом на 31 грудня 2011 у гміні проживало 5306 осіб.

## Площа
Згідно з даними за 2007 рік площа гміни становила 135.70 км², у тому числі:
- орні землі: 65.00%
- ліси: 24.00%

Таким чином, площа гміни становить 13.78% площі повіту.

## Населення
Станом на 31 грудня 2011:
| Опис     | Загалом | Загалом | Чоловіки | Чоловіки | Жінки | Жінки |
| -------- | ------- | ------- | -------- | -------- | ----- | ----- |
| одиниця  | осіб    | %       | осіб     | %        | осіб  | %     |
| все      | 5306    | 100     | 2625     | 49.47    | 2681  | 50.53 |
| міське   | 0       | 100     | 0        |          | 0     |       |
| сільське | 5306    | 100     | 2625     | 49.47    | 2681  | 50.53 |

## Сусідні гміни
Гміна Гонсава межує з такими гмінами: Домброва, Могільно, Рогово, Жнін.